# Punto ideal

Tres triángulos ideales en el disco de Poincaré; los vértices son puntos ideales

En geometría hiperbólica, un punto ideal, punto omega o punto en el infinito es un punto bien definido fuera del plano o espacio hiperbólico.
Dada una línea recta l y un punto P que no está en l, las paralelas límite derecha e izquierda  a la rectal que pasan a través de P convergen con l en puntos ideales. 
A diferencia del caso proyectivo, los puntos ideales forman una variedad, no una subvariedad. Entonces, estas líneas no se cortan en un punto ideal y tales puntos, aunque bien definidos, no pertenecen al espacio hiperbólico en sí mismo.
Los puntos ideales juntos forman el absoluto de Cayley o límite de una geometría hiperbólica.
Por ejemplo, la circunferencia goniométrica forma el absoluto de Cayley del disco de Poincaré y del modelo de disco de Klein. Por otro lado, la recta real forma el absoluto de Cayley del modelo de semiplano de Poincaré.
El axioma de Pasch y el teorema del ángulo exterior siguen siendo válidos para un triángulo omega, definido por dos puntos en el espacio hiperbólico y un punto omega.

## Propiedades
- La distancia hiperbólica entre un punto ideal y cualquier otro punto o punto ideal es infinita.
- Los centros de horociclos y horobolas son puntos ideales; dos horociclos son concéntricos cuando tienen el mismo centro.

## Polígonos con vértices ideales

### Triángulos ideales
Si todos los vértices de un triángulo hiperbólico son puntos ideales, el triángulo es un triángulo ideal.
Algunas propiedades de los triángulos ideales son:
- Todos los triángulos ideales son congruentes.
- Los ángulos interiores de un triángulo ideal son todos cero.
- Cualquier triángulo ideal tiene un perímetro infinito.
- Cualquier triángulo ideal tiene un área {\displaystyle \pi /-K}, donde K es la curvatura (negativa) del plano hiperbólico.[4]

### Cuadriláteros ideales
Si todos los vértices de un cuadrilátero son puntos ideales, el cuadrilátero es un cuadrilátero ideal.
Si bien todos los triángulos ideales son congruentes, no todos los cuadriláteros lo son; las diagonales pueden formar diferentes ángulos entre sí dando como resultado cuadriláteros no congruentes. En consecuencia:
- Los ángulos interiores de un cuadrilátero ideal son todos cero.
- Cualquier cuadrilátero ideal tiene un perímetro infinito.
- Cualquier cuadrilátero ideal (convexo no autointersecante) tiene un área {\displaystyle 2\pi /-K} donde K es la curvatura (negativa) del plano.

### Cuadrado ideal
El cuadrilátero ideal donde las dos diagonales son perpendiculares entre sí forman un cuadrado ideal.
Fue utilizado por Ferdinand Karl Schweikart en su memorándum sobre lo que llamó "geometría astral", una de las primeras publicaciones que reconoció la posibilidad de la geometría hiperbólica.

### n-ágonos ideales
Un "n"-ágono ideal se puede subdividir en triángulos ideales (n − 2), con un área (n − 2) multiplicada por el área de un triángulo ideal.

## Representaciones en modelos de geometría hiperbólica
En el modelo del dico de Klein y en el disco de Poincaré del plano hiperbólico los puntos ideales están en la circunferencia goniométrica (plano hiperbólico) o en la 1-esfera (para dimensiones superiores), que es el límite inalcanzable del plano hiperbólico.
Al proyectar la misma línea hiperbólica al modelo del disco de Klein y al disco de Poincaré, ambas líneas pasan por los mismos dos puntos ideales (los puntos ideales en ambos modelos están en el mismo lugar).

### Modelo del disco de Klein
Dados dos puntos distintos p y q en el disco unitario abierto, la única línea recta que los conecta corta el círculo unitario en dos puntos ideales, a y b, etiquetados de modo que los puntos son, en orden, a, p, q, b, de modo que |aq| > |ap| y |pb| > |qb|. Entonces la distancia hiperbólica entre p y q se expresa como
{\displaystyle d(p,q)={\frac {1}{2}}\log {\frac {\left|qa\right|\left|bp\right|}{\left|pa\right|\left|bq\right|}},}

### Modelo del disco de Poincaré
Dados dos puntos p y q distintos en el disco unitario abierto, entonces el único arco de circunferencia ortogonal a la circunferencia exterior que los conecta interseca al círculo unitario en dos puntos ideales, a y b, etiquetados de modo que los puntos sean, en orden, a, p, q, b de modo que |aq| > |ap| y |pb| > |qb|. Entonces la distancia hiperbólica entre p y q se expresa como
{\displaystyle d(p,q)=\log {\frac {\left|qa\right|\left|bp\right|}{\left|pa\right|\left|bq\right|}},}
donde las distancias se miden en los segmentos (en línea recta) aq, ap, pb y qb.

### Modelo de semiplano de Poincaré
En el modelo de semiplano de Poincaré los puntos ideales son los puntos sobre el eje de contorno. También hay otro punto ideal que no está representado en el modelo de semiplano (pero los rayos paralelos al eje y positivo se acercan a él).

### Modelo hiperboloide
En el modelo hiperboloide no hay puntos ideales.